# 이지 리스닝

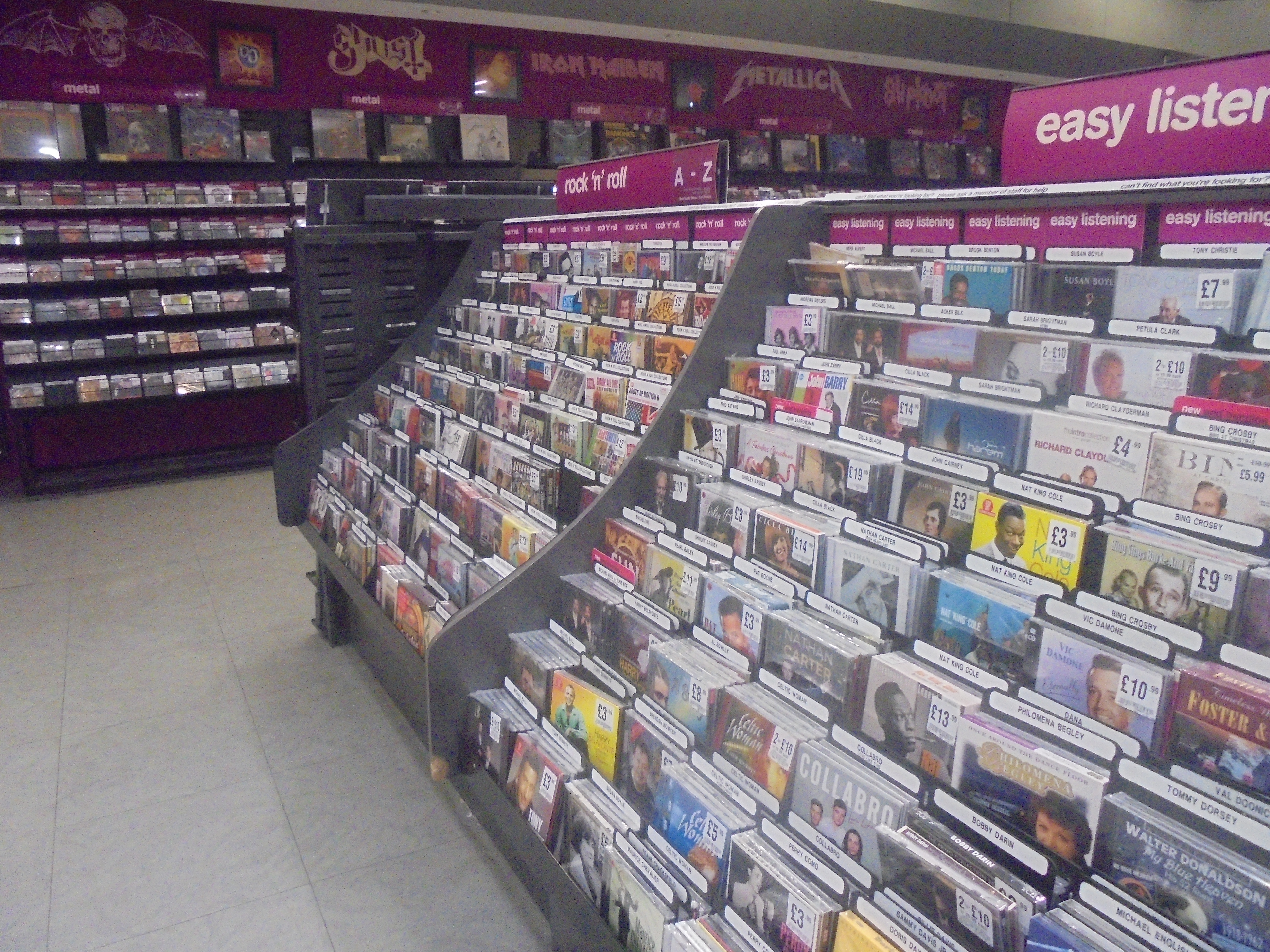

이지 리스닝(Easy Listening)은 그 이름과 같이, 클래식 등과 달리 긴장하지 않고 느긋하게 쉬며 즐길 수 있는 경음악을 뜻하며, 구체적으로는 관현악에 의한 팝을 가리킨다. 소매점이나 음식점, 병원 등에서 생활 공간의 분위기 연출을 위한 BGM으로써 사용되는 경우가 많기 때문에 BGM의 의미와 혼동하는 경우도 있다. 또, MOR(middle of the road)이라고도 불린다.

## 같이 보기
- 소프트 록
- 배경 음악
- 발라드 (대중 음악)
- 엑조티카